# Wilcoxia cinerea
Wilcoxia cinerea là một loài ruồi trong họ Asilidae. Wilcoxia cinerea được James miêu tả năm 1941. Loài này phân bố ở vùng Tân Bắc giới.